# Chaetophoraceae
Chaetophoraceae es una familia de algas, perteneciente al orden Chaetophorales.

## Géneros
| - Aphanochaete - Arthrochaete - Bolbocoleon - Cedercreutziella - Chaetomnion - Chaetonema - Chaetonemopsis - Chaetophora - Chamaetrichon - Chlorofilum - Chlorotylium - Choreoclonium - Cloniophora - Coccobotrys - Crenacantha - Ctenocladus - Dermatophyton - Desmococcus - Diaphragma - Dicranochaete - Didymosporangium - Dilabifilum - Diplosphaera - Draparnaldia - Draparnaldiopsis | - Elaterodiscus - Endoclonium - Endoderma - Endophyton - Epibolium - Fritschiella - Gongrosira - Gongrosirella - Hazenia - Helicodictyon - Herposteiron - Internoretia - Ireksokonia - Iwanoffia - Jaagiella - Klebahniella - Kymatotrichon - Leptosira - Leptosiropsis - Nayalia - Periplegmatium - Pilinella - Pleurangium | - Pleurococcus - Pringsheimiella - Pseudendoclonium - Pseudochaete - Pseudopleurococcus - Pseudopringsheimia - Pseudulvella - Rhexinema - Skvortzoviothrix - Sporocladopsis - Stigeoclonium - Streptochlora - Stromatella - Syncoryne - Tellamia - Thamniochaete - Thamniochloris - Trichodiscus - Trichophilus - Trichosarcina - Tumulofilum - Uronema - Zoddaea - Zygomitus |